# Tolombeh-ye Yārollāh
Tolombeh-ye Yārollāh (persiska: تلمبه يار الله) är en ort i Iran.   Den ligger i provinsen Kerman, i den sydöstra delen av landet, 1 000 km sydost om huvudstaden Teheran. Tolombeh-ye Yārollāh ligger 1 538 meter över havet och antalet invånare är 123.
Terrängen runt Tolombeh-ye Yārollāh är kuperad åt nordost, men åt sydväst är den platt. Runt Tolombeh-ye Yārollāh är det glesbefolkat, med 9 invånare per kvadratkilometer. Närmaste större samhälle är Seh Dāngeh, 4,8 km sydost om Tolombeh-ye Yārollāh. Trakten runt Tolombeh-ye Yārollāh består till största delen av jordbruksmark.